# Thannerhubel

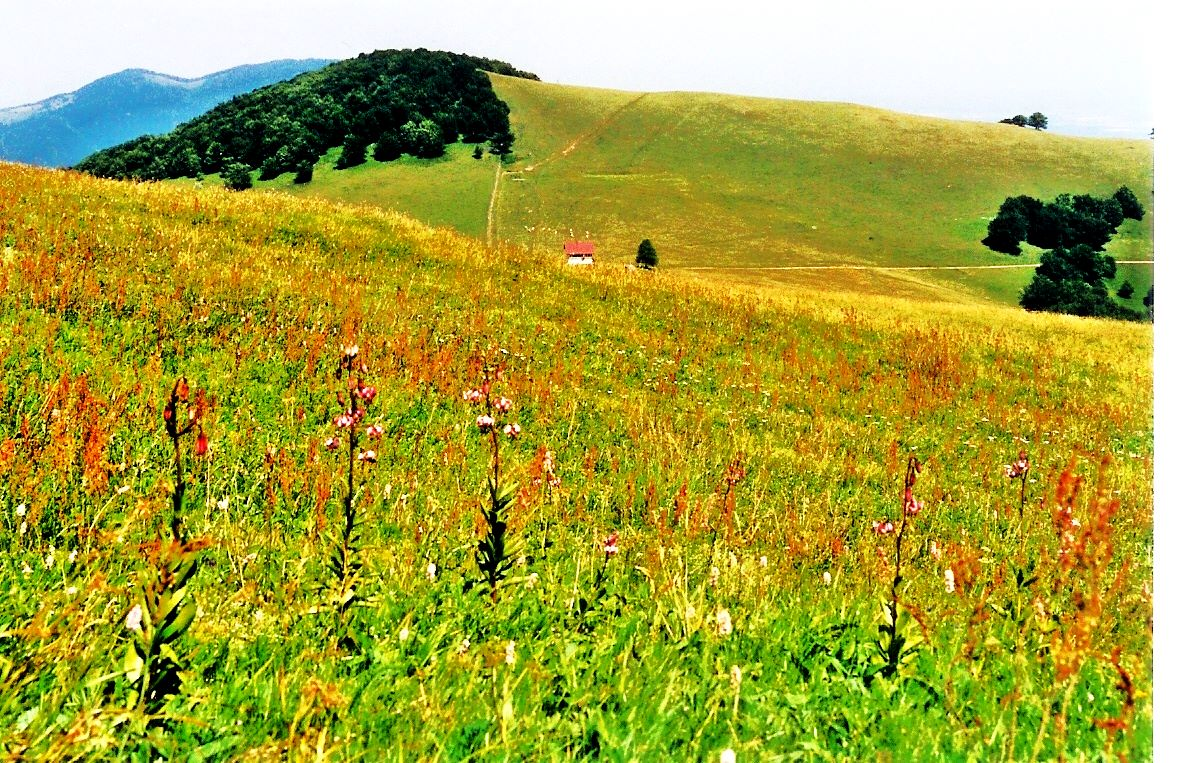
Sommet du Tannerhuebel, vu du Rossberg.

Le Thannerhubel est un sommet du massif des Vosges culminant à 1 183 mètres d'altitude dans le département français du Haut-Rhin.

## Géographie
Il surplombe la vallée de la Thur en amont de la commune de Thann.

## Activités
La ferme-auberge du Thannerhubel se trouve sur la montagne[précision nécessaire].